# ماتئو بارزوتی
ماتئو بارزوتی (انگلیسی: Matteo Barzotti؛ زادهٔ ۳۰ مارس ۱۹۹۲) بازیکن فوتبال است.